# Crownpoint (Novo México)
Crownpoint é uma Região censo-designada localizada no estado americano de Novo México, no Condado de McKinley.

## Demografia
Segundo o censo americano de 2000, a sua população era de 2630 habitantes.

## Geografia
De acordo com o United States Census Bureau tem uma área de
18,3 km², dos quais 18,3 km² cobertos por terra e 0,0 km² cobertos por água. Crownpoint localiza-se a aproximadamente 2128 m acima do nível do mar.

## Localidades na vizinhança
O diagrama seguinte representa as localidades num raio de 56 km ao redor de Crownpoint.